# Anki (société)
 (février 2025).
 (novembre 2024).
La mise en forme du texte ne suit pas les recommandations de Wikipédia : il faut le « wikifier ».
Les points d'amélioration suivants sont les cas les plus fréquents. Le détail des points à revoir est peut-être précisé sur la page de discussion.
- Les titres sont pré-formatés par le logiciel. Ils ne sont ni en capitales, ni en gras.
- Le texte ne doit pas être écrit en capitales (les noms de famille non plus), ni en gras, ni en italique, ni en « petit »…
- Le gras n'est utilisé que pour surligner le titre de l'article dans l'introduction, une seule fois.
- L'italique est rarement utilisé : mots en langue étrangère, titres d'œuvres, noms de bateaux, etc.
- Les citations ne sont pas en italique mais en corps de texte normal. Elles sont entourées par des guillemets français : « et ».
- Les listes à puces sont à éviter, des paragraphes rédigés étant largement préférés. Les tableaux sont à réserver à la présentation de données structurées (résultats, etc.).
- Les appels de note de bas de page (petits chiffres en exposant, introduits par l'outil «  Source ») sont à placer entre la fin de phrase et le point final[comme ça].
- Les liens internes (vers d'autres articles de Wikipédia) sont à choisir avec parcimonie. Créez des liens vers des articles approfondissant le sujet. Les termes génériques sans rapport avec le sujet sont à éviter, ainsi que les répétitions de liens vers un même terme.
- Les liens externes sont à placer uniquement dans une section « Liens externes », à la fin de l'article. Ces liens sont à choisir avec parcimonie suivant les règles définies. Si un lien sert de source à l'article, son insertion dans le texte est à faire par les notes de bas de page.
- La présentation des références doit suivre les conventions bibliographiques. Il est recommandé d'utiliser les modèles {{Ouvrage}}, {{Chapitre}}, {{Article}}, {{Lien web}} et/ou {{Bibliographie}}. Le mode d'édition visuel peut mettre en forme automatiquement les références.
- Insérer une infobox (cadre d'informations à droite) n'est pas obligatoire pour parachever la mise en page.

Pour une aide détaillée, merci de consulter Aide:Wikification.
Si vous pensez que ces points ont été résolus, vous pouvez retirer ce bandeau et améliorer la mise en forme d'un autre article.
Anki (stylisé en "anki") était une startup américaine de robotique et d'intelligence artificielle qui intégrait la technologie robotique dans des produits pour enfants. Anki programmé des objets physiques pour qu'ils soient intelligents et adaptatifs dans le monde physique, et visait à résoudre les problèmes de positionnement, de raisonnement et d'exécution en intelligence artificielle et robotique.
La société a fait ses débuts avec Anki Drive lors du keynote de la Worldwide Developers Conference d'Apple en 2013.
La société a reçu 50 millions de dollars en financement de série A et B de Andreessen Horowitz, Index Ventures, et Two Sigma. En septembre 2014, Anki a annoncé avoir levé encore 55 millions de dollars en financement de série C dirigé par JP Morgan. En juin 2016, la société a annoncé son dernier tour de financement, qui s'élevait à 502,5 millions de dollars, également dirigé par JP Morgan. Le financement total à ce jour est de 182,5 millions de dollars. Marc Andreessen et Danny Rimer siègent au conseil d'administration de la société, en plus des trois cofondateurs, qui se sont rencontrés à Carnegie Mellon University avant le lancement de la société.
Elle a fait faillite en avril 2019 après avoir perdu un tour de financement crucial et a fermé le mois suivant.
En décembre 2019, les actifs d'Anki, y compris OVERDRIVE, Cozmo, et Vector, ont été acquis par Digital Dream Labs. Digital Dream Labs a remanié Cozmo et Vector, créant les versions Cozmo 2.0 et Vector 2.0 pour améliorer les qualités des robots et s'appuyer sur le succès d'Anki ; cependant, ces produits ont finalement eu moins de succès que les produits originaux d'Anki.

## Histoire
Anki a été fondée par Boris Sofman, Mark Palatucci et Hanns Tappeiner, officiellement fondée en 2010 et avait son siège à San Francisco. Elle avait également des emplacements en Europe. (Anki Germany GmbH)

## Produits

### Anki Drive, Anki OVERDRIVE et Anki OVERDRIVE: Fast & Furious Edition
Le premier produit d'Anki, Anki Drive, a été lancé dans les Apple Stores aux États-Unis et au Canada, sur Apple.com et Anki.com à partir du 23 octobre 2013. Il était vendu au détail pour 149,99 $, avec des voitures supplémentaires disponibles pour 49,99 $ et des pistes d'extension pour 69,99 $. Anki Drive est un jeu de course qui combinait une application iOS, appelée "Anki Drive", avec des voitures de course physiques. Chaque voiture est équipée de capteurs optiques, de puces sans fil, de moteurs et de logiciels d'intelligence artificielle. Anki OVERDRIVE, une version améliorée de Drive avec des voitures différentes et des pistes modulaires, a été lancé en septembre 2015. Une édition Anki OVERDRIVE: Fast & Furious a été lancée deux ans plus tard en 2017, qui mettait en vedette des personnages de Fast & Furious comme Dom et Hobbs.
En 2024, il n'y a pas de moyens conviviaux pour utiliser Anki OVERDRIVE en raison du retrait des applications nécessaires pour jouer dans toutes les boutiques d'applications, ce qui, combiné avec la batterie non amovible des voitures sujette à des pannes, les a effectivement transformées en déchets électroniques. Des hacks et des solutions de contournement ont été rendus disponibles mais ne sont en aucun cas fiables.

### Cozmo

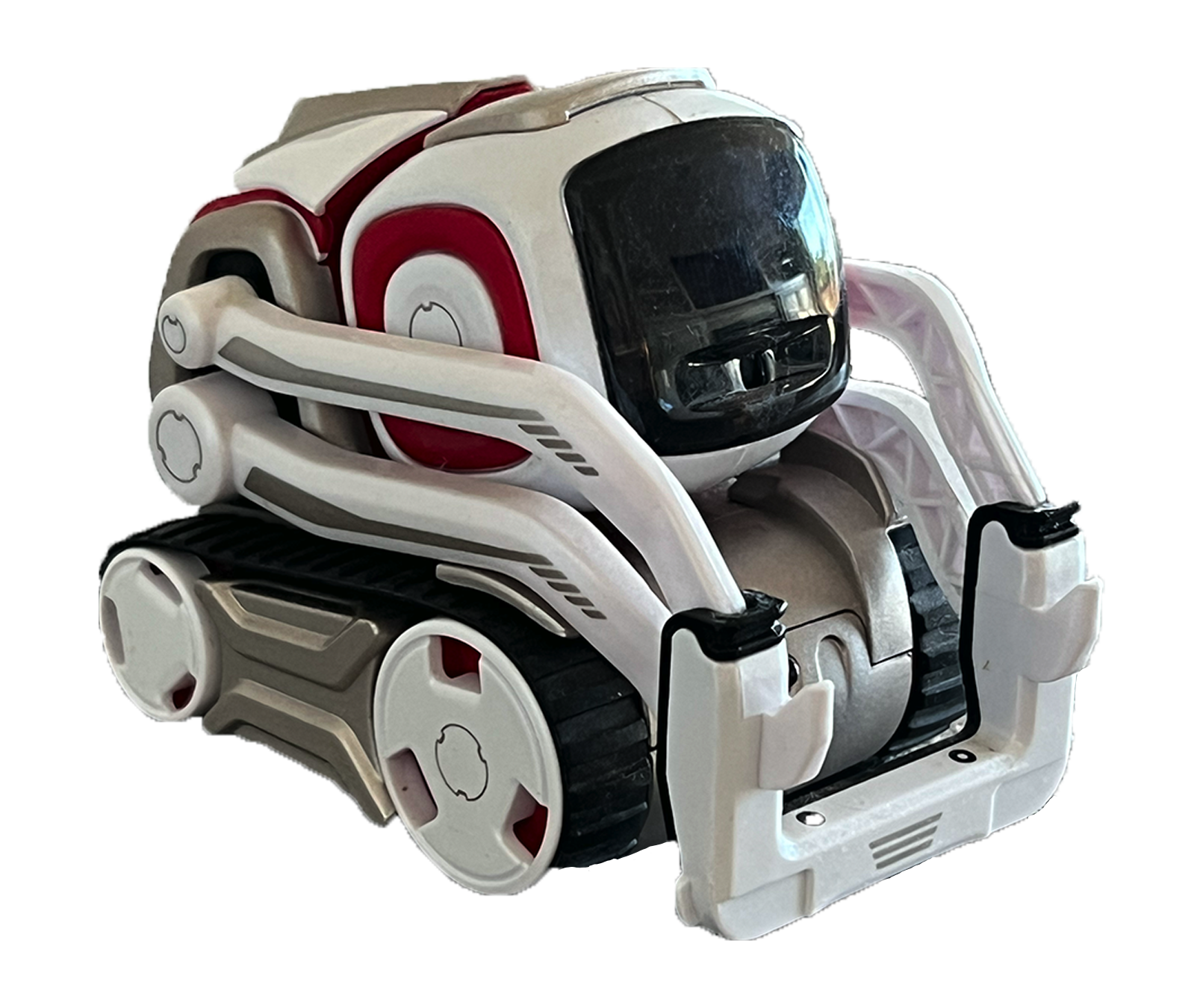

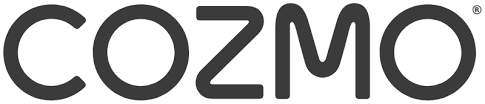

En octobre 2016, Anki a lancé Cozmo aux États-Unis. Cozmo est un robot d'environ 10 cm sur 7,5 cm sur 5 cm. Il est principalement blanc, avec des détails rouges, et gris à l'extrémité de son bras robotique. Il y a une lumière sur le dessus de son corps, avec une bordure grise, qui peut briller de différentes couleurs. Une "édition collector" de Cozmo a été lancée en 2017, avec une finition chrome fumée "Liquid Metal". Une "édition limitée" Cozmo, avec une finition bleue, blanche et grise "Interstellar Blue", a été lancée en 2018.
Cozmo est livré avec trois cubes illuminés avec lesquels il communique pour jouer à des jeux et peut déplacer, soulever et rouler les cubes de manière autonome. Les cubes sont alimentés par des piles LR1, N, AM5, E90. La production de Cozmo a cessé en mai 2019 lorsque Anki a fermé en raison d'un manque de financement.
Cozmo était capable de voir son environnement et de discerner les animaux, ce qui le rendait particulièrement ludique parmi les enfants. Le robot était principalement destiné à apprendre aux enfants à coder, et jusqu'à sa fermeture brutale en 2019, Cozmo était l'un des jouets les plus populaires aux États-Unis, remportant le Bronze Anvil Award et étant reconnu par des grandes entreprises comme NAPPA.

### Vector
En août 2018, Anki a lancé Vector. Il était conçu pour être plus utile, au lieu d'être purement un jouet. Il est de taille similaire à Cozmo, et son design et sa forme sont essentiellement les mêmes, sauf que Vector est principalement noir avec des détails gris et a une bordure dorée autour de sa lumière sur le dessus, qui brille en vert par défaut, bleu en attente d'une commande vocale, rouge lorsqu'il est en mode muet, blanc lorsqu'il réfléchit, et clignotant lentement en orange lors de difficultés de connexion Wi-Fi. Vector utilise un réseau de 4 microphones directionnels pour localiser précisément où tu te trouves, ainsi qu'un pavé tactile doré où il peut être caressé. Vector dispose de la technologie de reconnaissance faciale et peut répondre aux commandes vocales. Il est connecté au cloud et se mettra à jour automatiquement. Sa première mise à jour majeure est sortie le 17 décembre 2018, permettant à Vector de se connecter à Amazon Alexa. Le robot, après la fermeture d'Anki, lorsqu'on lui demandait de parler de la société Anki, donnait une réponse émotive. Les clients du produit s'inquiétaient du fait qu'en raison de la fermeture, Vector ne pourrait plus utiliser ses fonctionnalités de connexion Internet ; cependant, ils ont finalement prévalu, passant à la version supérieure lorsque Digital Dream Labs a repris la société après sa chute.